# Atletismo nos Jogos Paralímpicos de Verão de 2016 – Revezamento 4x100 m feminino
As competições do revezamento 4x100 metros feminino do atletismo nos Jogos Paralímpicos de Verão de 2016 ocorreu nos dias 14 e 15 de setembro no Estádio do Maracanã. Houve duas provas com diferentes critérios e premiações.

## Resultados

### T11-13
| Pos.              | Faixa | Nação        | Competidores | Tempo |
| ----------------- | ----- | ------------ | --- | ----- |
| 1                 | 1     | CHN China    | Zhou Guohua (T11) Shen Yaqin (T12) Jia Juntingxian (T11) Liu Cuiqing (T11)                                                | 47.18 |
| 2                 | 5     | BRA Brasil   | Thalita Vitória Simplício (T11) Alice de Oliveira (T12) Lorena Spoladore (T11) Terezinha Guilhermina (T11)                | 47.57 |
| Medalha de bronze | 3     | COL Colômbia | Marcela Gonzalez (T12) Sonia Sirley Luna Rodriguez (T11) Maritza Arango Buitrago (T11) Yesenia Maria Restrepo Munoz (T11) | 51.93 |
| 4                 | 4     | ESP Espanha  | Lia Beel Quintana (T11) Izaskun Oses Ayucar (T12) Melani Berges Gamez (T12) Sara Martínez Puntero (T12)                   | 52.40 |

### T35-38
| Pos.              | Faixa | Nação            | Competidores | Tempo   |
| ----------------- | ----- | ---------------- | --- | ------- |
| Medalha de ouro   | 6     | CHN China        | Jiang Fenfen (T37) Chen Junfei (T38) Li Yingli (T37) Wen Xiaoyan (T37)                                                                         | 50.81   |
| Medalha de prata  | 4     | GBR Grã-Bretanha | Kadeena Cox (T38) Maria Lyle (T35) Georgina Hermitage (T37) Sophie Hahn (T38)                                                                  | 51.07   |
| Medalha de bronze | 5     | AUS Austrália    | Ella Pardy (T38) Isis Holt (T35) Jodi Elkington-Jones (T37) Erin Cleaver (T38)                                                                 | 55.09   |
| 4                 | 7     | GER Alemanha     | Lindy Ave (T38) Maria Seifert (T37) Nicole Nicoleitzik (T38) Claudia Nicoleitzik (T36)                                                         | 56.04   |
| 5                 | 3     | COL Colômbia     | Martha Patricia Lizcano Tibocha (T37) Martha Liliana Hernandez Florian (T36) Dayana Anyuor Guerra Beltran (T37) Daniela Rodriguez Angulo (T36) | 1:01.85 |

## Medalhistas
País sede destacado
| Ordem | País             | Medalha de ouro | Medalha de prata | Medalha de bronze |   |
| ----- | ---------------- | --------------- | ---------------- | ----------------- | - |
| 1     | CHN China        | 2               |                  |                   | 2 |
| 2     | BRA Brasil       |                 | 1                |                   | 1 |
| 2     | GBR Grã-Bretanha |                 | 1                |                   | 1 |
| 4     | AUS Austrália    |                 |                  | 1                 | 1 |
| 4     | COL Colômbia     |                 |                  | 1                 | 1 |
| TOTAL | TOTAL            | 2               | 2                | 2                 | 6 |

Legenda
| Recorde mundial      | Recorde mundial (World record)               |                       | Recorde africano                      | Recorde africano (African) |                                           | Q | Classificado por posição (Qualified) |
| Recorde paralímpico  | Recorde paralímpico (Paralympic record)      | Recorde da América    | Recorde da América (Americas)         | q                          | Classificado por melhor tempo (Qualified) |   |                                      |
| Melhor marca do ano  | Melhor marca do ano (World leading)          | Recorde asiático      | Recorde asiático (Asian)              | DNS                        | Não largou (Did not start)                |   |                                      |
| Recorde nacional     | Recorde nacional (National record)           | Recorde europeu       | Recorde europeu (European)            | DNF                        | Não terminou (Did not finish)             |   |                                      |
| Recorde pessoal      | Recorde pessoal do atleta (Personal best)    | Recorde da Oceania    | Recorde da Oceania (Oceania)          | DSQ / DQ                   | Desclassificado (Disqualified)            |   |                                      |
| Recorde da temporada | Recorde da temporada do atleta (Season best) | Recorde sul-americano | Recorde sul-americano (South America) | NM                         | Sem marca (No mark)                       |   |                                      |